# Ozero Pesotjnoje
Ozero Pesotjnoje (ryska: Озеро Песочное) är en sjö i Belarus.   Den ligger i voblasten Minsks voblast, i den centrala delen av landet, 70 km öster om huvudstaden Minsk. Ozero Pesotjnoje ligger 165 meter över havet. Arean är 0,15 kvadratkilometer.
I omgivningarna runt Ozero Pesotjnoje växer i huvudsak blandskog. Runt Ozero Pesotjnoje är det ganska glesbefolkat, med 23 invånare per kvadratkilometer.